# Pamphlebia perigrapta
Pamphlebia perigrapta là một loài bướm đêm trong họ Geometridae.